# Csámpai Rozi
Csámpai Rozi (névváltozat: Csámpai Szénási Rozi) Pusztamonostor, 1956. július 9. −) roma származású magyar festőművész.

## Életútja, munkássága
Zenész cigány családban született, nagy szeretetben, békességben nőtt fel nyolc testvérével együtt. 40 éves korában kezdett el festeni, saját vallomása szerint belső késztetésből, úgy érzi a festés által tudja kifejezni érzelmeit, örömét, bánatát és gondolatait az őt körülvevő világról. Budapesten él és alkot. Képeit erőteljes vonalvezetéssel és karakteres színvilággal ötvözött tudatos önkifejezés jellemzi. Képein túllép a szokásos térábrázoláson, a perspektívák és különböző nézőpontok egymásba nyomódnak. Szívesen ábrázol jelzésszerű városi nőalakokat, akik rendszerint magányosan tűnnek fel a természeti és a lakókörnyezet valamelyik absztrakt színterén. Eredetileg Vaszary János magányos nőalakjai inspirálhatták. Kedvenc témája városi utcák, de akár magányos fák megjelenítése is. Kiszáradó, tűzpirosra festett Cédrus (olaj, farost, 61x62 cm, 2002) című festménye kiáltó magányosságot szimbolizál. 1996 óta kiállító művész, ez után szinte minden évben jelentkezik műveivel a nyilvánosság előtt. 2006-ban az Ernst Múzeumban a Közös tér tárlaton nagy sikerrel mutatta be Asszonysors című ikerképét (egy festmény és egy kétrészes fotóprint). Mint a legtöbb roma képzőművésznek, számára is az a legfontosabb, hogy ne mint roma képzőművészt, hanem csak egyszerűen, mint képzőművészt értékeljék. Budapest VIII. kerületében gyermekeknek tartott rajzszakkört 2008-tól, később a Lakatos Menyhért Gimnáziumban tanít.

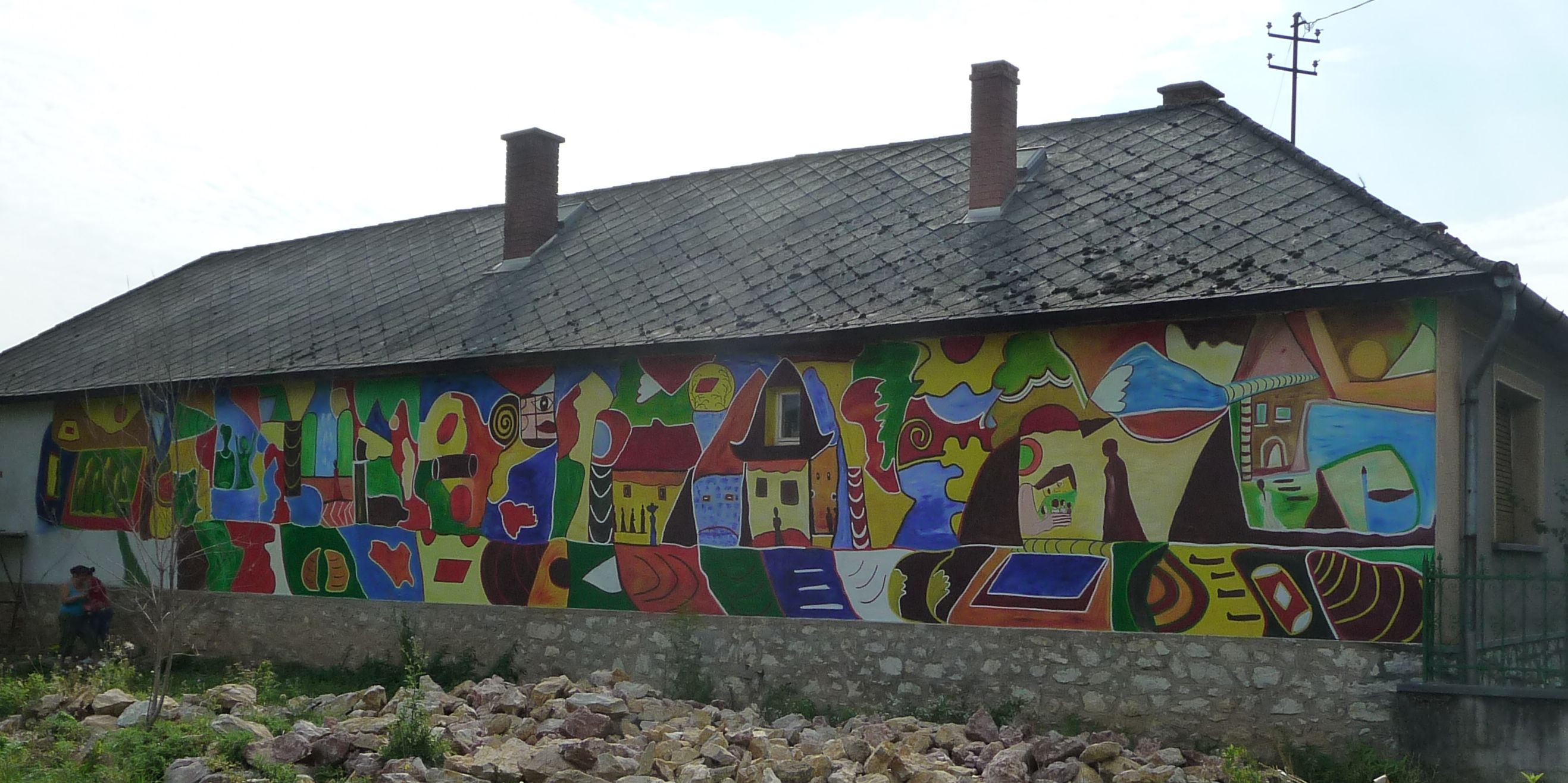
Csámpai Rozi freskója Bódvalenkén

Köztéri alkotása: Bódvalenkei mindennapok (freskó, 2011).
2017-ben Páratlan művészi munkásságáért, Józsefváros közösségeiért végzett kiemelkedő és példamutató tevékenységéért kitüntetést kapott.
2019-ben megválasztották a Magyar Tehetség Nagykövetének.

## A 2009-es Cigány festészet című albumba beválogatott képei

### Nőalakok
- Esernyős nő (olaj, farost, 50x80 cm, 1999)
- Esernyős nő II. (olaj, farost, 50x70 cm, 2002)
- Madonna (olaj, farost, 40x50 cm, 2002)
- Várakozó nő (olaj, farost, 43x53 cm, 2003)
- Vásárlók (olaj, farost, 40x40 cm, 2003)
- Kékruhás nő (olaj, vászon, 80x130 cm, 2002)
- Reggeli fénysugár (olaj, vászon, 60x80 cm, 2003)
- Nő kezében gyerekkel (olaj, farost, 60x80 cm, 2003)
- Női akt (olaj, farost, 50x40 cm, 2002)
- Nő és hőn szeretett kutyája (olaj, farost, 60x80 cm, 2002)

### Képek közterületekről
- Lujza utca (olaj, farost, 40x60 cm, 2005)
- Diószegi utca (olaj, farost, 40x60 cm, 2005)
- Illatos út (olaj, farost, 60x80 cm, 2005)
- Hintó (olaj, farost, 80x60 cm, 2002)
- Cím nélkül II. (olaj, farost, 80x80 cm, 2001)

### Szimbolikus alkotás
- Cédrus (olaj, farost, 61x62 cm, 2002)[3][4]

## Állatfestés
- Állatok birodalma (olaj, farost, 80x60 cm, 2000)

## Kiállításai (válogatás)

### Egyéni
- 1996 • Budapest
- 2002 • Vámház Galéria, Budapest • Balázs János Galéria, Budapest

### Csoportos
- 2003 • Kortárs roma nőművészet II., Országos Roma Képzőművészeti Galéria, Budapest • Balázs János Galéria, Budapest
- 2004 • Elhallgatott holocaust, Műcsarnok, Budapest •  Kortárs magyar roma művészet,[5] Collegium Hungaricum, Berlin
- 2006 • Közös tér, Ernst Múzeum, Budapest
- 2008, 2009 • Kesztyűgyár Közösségi Ház[5][6]
- 2009 • Keresd az Istent – kisdedet találsz,[7] Budapest
- 2012 • Beszélő paletták című Magyar Roma Képzőművészeti Kiállítás a Közigazgatási és Igazságügyi Minisztérium Társadalmi Felzárkózásért Felelős Államtitkársága folyosóján és irodáiban, Budapest.[8]